# Paolo Maria Paciaudi
Paolo Maria Paciaudi (né à Turin en 1710, mort à Parme en 1785) est un religieux, archéologue, bibliothécaire et antiquaire italien.

## Biographie
Paolo Maria Paciaudi naquit à Turin en 1710. Après avoir achevé ses études à l’université de cette ville, il embrassa la vie religieuse dans la congrégation des Théatins et fut envoyé à Venise, où il se forma sous les meilleurs maîtres aux sciences nécessaires à son état. Désigné par ses supérieurs pour professer la philosophie au collège de Gênes, il fut un des premiers en Italie à expliquer le système de Newton. Malgré les succès qu’il obtenait dans la carrière de l’enseignement, le P. Paciaudi y renonça pour se livrer à la prédication, et, pendant dix ans, il remplit avec éclat les principales chaires de la Lombardie et des États vénitiens. Il se délassait de ses travaux évangéliques par la culture des lettres et de l’archéologie. Indépendamment de quelques discours, il publia vers cette époque plusieurs dissertations sur les monuments d’antiquité, et l’Histoire métallique d’Emmanuel Pinto, grand maître de Malte, ouvrage qui lui mérita le titre d’historiographe de cet ordre. L’affaiblissement de sa santé, occasionné par une application trop soutenue, l’obligea en 1750 de renoncer pour jamais à la prédication et d’interrompre toute espèce de travail. Dès qu’il fut rétabli, ses supérieurs l’engagèrent à se fixer à Rome, où il était déjà connu d’une manière avantageuse. Le pape Benoît XIV, qui aimait les savants, fut charmé du mérite de Paciaudi, l’associa d’abord à l’académie qu’il avait fondée pour la recherche des anciens monuments, et l’admit bientôt à sa familiarité. Paciaudi se vit alors élevé, malgré sa répugnance, aux premières dignités de l’ordre que ses talents illustraient ; mais les devoirs que lui imposèrent les différentes charges dont il fut revêtu ne nuisirent point à ses travaux littéraires, el plusieurs ouvrages ajoutèrent encore à sa juste réputation. Le duc de Parme, voulant établir dans la capitale de ses États une bibliothèque non moins précieuse que celle des princes de la maison de Farnèse, transportée depuis peu à Naples d’après les traités, nomma en 1761 le P. Paciaudi son bibliothécaire et lui laissa le soin de former la collection dont il serait le conservateur. Cette place honorable présentait trop d’avantages à Paciaudi pour qu’il ne s’empressât pas de l’accepter ; mais il pria l’infant de lui permettre, avant d’en prendre possession, d’accomplir le projet qu’il avait de visiter la France, où il accompagna en 1762 le prélat Lenti, chargé d’une mission particulière. Il fut accueilli à Paris par Caylus, l’abbé Barthélémy et les savants qui, comme lui, cultivaient la science des antiquités ; il leur inspira bientôt pour sa personne la même estime qu’ils avaient pour ses ouvrages. Il profita de son séjour en France pour acheter un grand nombre de livres qu’il aurait eu de la peine à se procurer en Italie, et y établit des correspondants chargés de lui faire passer tous les ouvrages dignes d’être admis dans la bibliothèque dont le soin lui était confié. De retour à Parme, il s’appliqua tout entier à ses nouvelles fonctions ; en moins de six ans, il eut réuni plus de soixante mille volumes en diverses langues : il en dressa le catalogue exact et ne croyant pas encore sa tache remplie, il entreprit d’en faire connaître par des notices les ouvrages les plus rares, tant imprimés que manuscrits. Ce travail, qui semblait demander une vie entière, fut assez promptement terminé, quoique le P. Paciaudi eut été chargé dans le même temps de diriger les fouilles de l’ancienne ville de Velleia, dans le Plaisantin. Lors de la suppression de la Compagnie de Jésus, il fut nommé président des études dans le duché de Parme : il se servit de l’influence que lui donnait cette place pour abroger les anciens règlements dont il avait été à même de reconnaître les vices, et il en fit adopter de plus appropriés aux progrès des sciences. Au milieu d’occupations si diverses, si multipliées, Paciaudi ne perdait pas de vue les devoirs que lui imposait le titre d’historiographe de Malte, et il travaillait à rassembler des matériaux pour l’histoire des grands maîtres, quand il se trouva enveloppé dans la disgrâce du ministre Felino, dont il était l’ami. N’ayant pas reçu l’injonction de s’éloigner de Parme, il s’y tint renfermé dans le couvent de son ordre. Au bout de quelques mois, il fut rétabli dans toutes ses fonctions et replacé à la tête de la bibliothèque, dont l’entrée lui avait été interdite par un raffinement de cruauté; mais craignant le retour de quelque nouvel orage, il demanda et obtint la permission de retourner à Turin. On ne tarda pas à s’apercevoir que le P. Paciaudi laissait un vide difficile à remplir, et on le pressa vivement de venir reprendre ses fonctions de bibliothécaire. Il céda enfin aux instances des personnes qui l’appréciaient et auxquelles il ne pouvait rien refuser. Il avait le projet d’employer ses loisirs à continuer les Mémoires des grands maîtres de Malte ; mais, épuisé par le travail, il tomba bientôt dans un état de langueur qui ne lui permit plus de se livrer à aucune étude sérieuse. Cet état douloureux se termina par une attaque d’apoplexie, qui enleva ce savant si estimable aux lettres et à la religion dans la nuit du 1er février 1785. Il était membre de la plupart des sociétés littéraires d’Italie, de France et d’Allemagne et associé étranger de l’Académie des inscriptions et belles-lettres, où Dacier prononça son Éloge, dont on a fait usage pour la rédaction de cet article.

## Œuvres
Outre quelques discours et des dissertations, insérés dans différents recueils et dont on trouvera la liste dans l’Histoire littéraire des théatins, par le P. Vezzosi, on a de Paciaudi :
- Delle antichità di Ripa Transone, o sia dell’antica Cupra, Venise, 1743, in-8°. Mécontent de cette production de sa jeunesse, le savant auteur se proposait de la refondre et de la publier avec des corrections.
- De sacris christianorum balneis, Venise, 1750, in-4° ; deuxième édition, augmentée, Rome, 1738, in-4°. Il y traite non-seulement des bains proprement dits en usage chez les premiers chrétiens, mais des purifications, des lustrations faites avec l’eau, et il remonte à l’origine de ces rites.
- De rebus gestis Sebastiani Paulii commentarius epistolaris, Naples, 1751, in-4° ; Rome, 1755, même format. C’est une vie de Sebastiano Paoli, son prédécesseur dans la place d’historiographe de l’ordre de Malte ; elle est adressée à Scipione Maffei.
- Diatribe qua græci anaglyphi interpretatio traditur, Rome, 1751, in-4° ;
- De umbellæ gestatione commentarius, ibid., 1752 ;
- De Beneventano Cereris augustæ mensore exegesis, ibid., 1753; inséré dans le Thesaurus antiquitatum Beneventanarum, p. 329-50 ;
- Antiquitates christianæ : de cultu S. Johannis Baptistæ, ibid., 1755, in-4°. C’est un chef-d’œuvre d’érudition. On trouve à la fin du volume un commentaire sur l’ancienne liturgie de l’Ordre de Saint-Jean de Jérusalem.
- Puteus sacer agri Bononiensis commentar. illustratus, ibid., 1756, in-4° ;
- De athletarum κυβιστήσει in palæstra Græcorum commentarius, ibid., 1756, in-4°. Cette petite dissertation, qui est curieuse et recherchée, traite des jeux et des exercices d’agilité des anciens.
- Ad nummos consulares triumviri M. Antonii animadversiones philologicæ ; accedit explicatio tabulæ Peloponnensis, ibid., 1757, in-4°, fig. ;
- Monumenta Peloponnesiaca commentariis explicata, ibid., 1761, deux volumes grand in-4°, fig. C’est la description des monuments du Péloponnèse transportés à Venise.
- Memorie dei gran maestri dell ordiiie Gerosolimitano, Parme, Bodoni, 1780, 3 vol. grand in-4°, fig. Ces trois volumes contiennent les vies des fondateurs et des dix premiers grands maîtres de l’ordre de Malte.
- De libris eroticis antiquorum ; cette savante dissertation, insérée dans l’édition de Longus, Parme, Bodoni, 1786, a été publiée séparément, Leipzig, 1803, in-8°;
- Lettres au comte de Caylus, Paris, 1802, in-8°, fig. Ce recueil est précédé d’un Essai sur la vie et les écrits de Paciaudi, par Sérieys. On y trouve quelques anecdotes littéraires et un grand nombre de détails sur différents monuments d’antiquité que Paciaudi adressait au comte de Caylus avec des explications et dont celui-ci a fait usage dans son Recueil.

### Sources
- (it) Cet article est partiellement ou en totalité issu de l’article de Wikipédia en italien intitulé « Paolo Maria Paciaudi » (voir la liste des auteurs) du 11.12.2007.